# Артемьевская (Кичменгско-Городецкий район)
Артемьевская — деревня в Кичменгско-Городецком районе Вологодской области.
Входит в состав Городецкого сельского поселения (с 1 января 2006 года по 1 апреля 2013 года входила в Сараевское сельское поселение), с точки зрения административно-территориального деления — в Сараевский сельсовет.
Расстояние до районного центра Кичменгского Городка по автодороге составляет 38 км.
Население по данным переписи 2002 года — 21 человек (11 мужчин, 10 женщин). Всё население — русские.